# ОШ „Владимир Назор” Приштина
Основна школа „Владимир Назор” (алб. Shkolla fillore „Vladimir Nazor”) у Приштини била је образовна установа која је до јуна 1999. године функционисала у систему Републике Србије. Налазила се у Чачанској улици.

## Историја
Основна школа „Владимир Назор” у Приштини, основана је Одлуком Скупштине општине Приштина бр. 01-24235 од 15. фебруара 1964. године. Почела је са радом у другом полугодишту школске 1964/65. године. Школа се формирала од ученика који су до тада похађали основну школу „Вук Караџић” која се налазила у старом центру Приштине у улици Емин Дураку. Школа је почела са радом са свим одељењима, од првог до осмог разреда, а настава се изводила на албанском и српскохрватском језику.
Пораст броја становника Приштине захтевало је и отварање нових основних школа. Од ђака основне школе „Владимир Назор” формирана је 1968. године основна школа „Хасан Приштина”, 1981. године основна школа „Јосип Броз Тито” која ће променити име у „Јован Јовановић Змај”, као и основна школа „Десанка Максимовић”.
Почетком 90-их просветни радници и ђаци албанске националности напуштају школу и образовни систем Републике Србије и оснивају паралелну основну школу која ће радити изван закона тадашње Републике Србије.
Са почетком НАТО агресије на Савезну Републику Југославију рад свих школа је обустављен. Просветни кадар и ђаци српске националности јуна 1999. године напуштају Приштину, а школа више никада није обновила своје функицонисање у образовном систему Републике Србије.
Након рата на Косову и Метохији 1999. године у просторијама школске зграде се организује рад основне школе „Наим Фрашери” која је од 1991. године функционисала као паралелна образовна установа. Школа ради по косовском образовном систему, а настава се изводи на албанском и бошњачком језику.

### Директори
Одлуком Владе Републике Србије, 29. августа 1991. године именована је Верица Ристић, дотадашњи наставник математике у школи, за вршиоца дужности директора основне школе, док је Сабедин Сабединај разрешен дужности.  Како су Албанци формирали паралелну школу која је функционисала изван система Републике Србије, паралелне албанске институције су одлучиле да Сабедин Сабединај настави да врши дужност директора нелегално формиране школе до 1996. године. Од 1996. до 2004. године директор школе је била Хабибе Алиу, од 2004. до 2017. године Дрита Хисени и од 2017. године до данас Ремзије Бериша.
- Назми Речица - први директор
- Реџеп Кастрати    /  - 1972
- Латиф Налбани 1972 - 1981
- Сабедин Сабединај 1981 - 1991
- Верица Ристић 1991 - 1999